# J-에어
J-에어(영어: J-AIR, 일본어: ジェイエア)는 일본 오사카부 이케다시에 본사를 둔 지역 항공사로 오사카 이타미 공항과 홋카이도 신치토세 공항을 허브 공항으로 사용하고 있다.

## 연혁
- 1991년 4월 : 경영난이던 니시세토에어링크(西瀬戸エアリンク)의 사업을 이어받는 형태로 일본항공의 JAL 비행아카데미(현 에어플라이트재팬)의 일부로 발족.
- 1996년 8월 : 노선 유지를 위한 자치단체의 보조금을 받는 관계로 JAL 비행 아카데미에서 분할 독립.
- 2005년 2월 : 나고야 주부 국제공항의 개항을 계기로 본사를 나고야 비행장으로 변경.
- 2007년 4월 1일 : 국제 항공 연합인 원월드에 가맹.
- 2007년 7월 : 주니치 드래건스가 고치에서 경기를 위해 최초로 프로 야구 선수단 전세기를 운항.
- 2009년 11월 1일 : 화물 탑재를 시작하면서 삿포로 출발을 중심으로 6개 노선으로 확대 계획.
- 2010년 10월 1일 : 오사카 이타미 공항 취항.
- 2011년 3월 26일 : 나고야 비행장 철수.

## 운항 노선

### 규슈
- 후쿠오카 공항 (허브)
- 오이타 공항
- 미야자키 공항
- 나가사키 공항
- 가고시마 공항 (허브)
- 구마모토 공항

### 홋카이도
- 신치토세 공항 (허브)
- 메만베쓰 공항
- 하코다테 공항

### 혼슈
- 아키타 공항
- 아오모리 공항
- 오키 공항
- 하나마키 공항
- 이즈모 공항
- 미사와 비행장
- 센다이 공항
- 니가타 공항
- 야마가타 공항

### 류큐 제도
- 아마미 공항
- 도쿠노시마 공항

### 시코쿠
- 도쿠시마 공항
- 고치 공항
- 마쓰야마 공항

## 보유 기종
- 2020년 10월 기준으로 J-에어는 다음과 같이 보유하고 있다.[1][2]

### 퇴역 기종
- 봄바디어 CRJ200
- 엠브라에르 EMB 110 반데란테
- 제트스트림 31

## 같이 보기
- 일본의 교통
- 일본의 공항 목록
- 일본의 교통